# Svart barkskinnbagge
Svart barkskinnbagge (Aradus aterrimus) är en insektsart som beskrevs av Franz Xaver Fieber 1864. Svart barkskinnbagge ingår i släktet Aradus, och familjen barkskinnbaggar. Enligt den finländska rödlistan är arten nationellt utdöd i Finland. Enligt den svenska rödlistan är arten akut hotad i Sverige. Arten förekommer i Nedre Norrland samt tillfälligtvis även på Gotland. Arten har tidigare förekommit i Svealand men är numera lokalt utdöd. Artens livsmiljö är skogsbrandfält och andra naturliga tidiga succesionsstadier.